# Fata mamei
Fata mamei este o poezie scrisă de George Coșbuc, publicată în 1896 în volumul Fire de tort.

## Legături externe
- Poezia Fata mamei la wikisursă